# Zalesie (powiat policki)
Zalesie (do 1945 niem. Sonnenwald) – osada w Polsce położona w województwie zachodniopomorskim, w powiecie polickim, w gminie Police na obszarze Puszczy Wkrzańskiej na północny wschód od jeziora Świdwie.

## Historia
Osada o przypuszczalnie późnośredniowiecznym rodowodzie, od ok. XVIII w. istniał tu majątek ziemski (folwark). We wsi znajduje się też położony w bezpośrednim sąsiedztwie jez. Świdwie 3-kondygnacyjny dawny secesyjny pałac rodziny Arnim-Schlagenthin z 1910 roku, z wysokim dachem zwieńczonym latarenką, nad gankiem owalny wykusz.
W czasie II wojny światowej nie zniszczona, osada została zajęta pod koniec kwietnia 1945 r. przez wojska radzieckie (2 Front Białoruski – 2 Armia Uderzeniowa) a od 4 października 1945 r. została przekazana administracji polskiej. Po zakończeniu wojny mieścił się tutaj ośrodek wypoczynkowy ALP). W II poł. XX w. mieszkały tu głównie rodziny trudniące się leśnictwem. Pałac na przełomie wieków został gruntownie odrestaurowany i od 2001 roku jest siedzibą Nadleśnictwa Trzebież.

### Przynależność polityczno-administracyjna Zalesia
- 1815 – 1866: Związek Niemiecki, Królestwo Prus, prowincja Pomorze
- 1866 – 1871: Związek Północnoniemiecki, Królestwo Prus, prowincja Pomorze
- 1871 – 1918: Cesarstwo Niemieckie, Królestwo Prus, prowincja Pomorze
- 1919 – 1933: Rzesza Niemiecka (Republika Weimarska), kraj związkowy Prusy, prowincja Pomorze
- 1933 – 1945: III Rzesza, prowincja Pomorze
- 1945: Enklawa Policka – obszar podległy Armii Czerwonej
- 1945 – 1952: Rzeczpospolita Polska (Polska Ludowa), województwo szczecińskie
- 1952 – 1975: Polska Rzeczpospolita Ludowa, województwo szczecińskie
- 1975 – 1989: Polska Rzeczpospolita Ludowa, województwo szczecińskie
- 1989 – 1998: Rzeczpospolita Polska, województwo szczecińskie
- 1999 – teraz: Rzeczpospolita Polska, województwo zachodniopomorskie, powiat policki, gmina Police

### Demografia
- 1939 – 60 mieszk.
- 2001 – 30 mieszk.

## Turystyka
Przez wieś prowadzi  Szlak Puszczy Wkrzańskiej (Szlak Puszczy Wkrzańskiej im. Stefana „Taty” Kaczmarka),  Szlak „Puszcza Wkrzańska” i  czarny szlak rowerowy (Szlak Parków i Pomników Przyrody) z Bobolina przez Dobrą i rezerwat przyrody Świdwie do Trzebieży.